# Otto Eidenschink
Otto Eidenschink (* 1. November 1911 in München; † 6. November 2004) war ein deutscher Bergsteiger.

## Leben
Eidenschink war in den 1920er- und 1930er-Jahren ein Vertreter der Arbeiterbergsteiger-Bewegung. 1936 erste Winter-Alleinbegehung des Jubiläumsgrats. 1937 gelang ihm und Ernst Möller die Erstdurchsteigung der Eiger-Südostwand. 1939 erste Winterbegehung der Wetterkante (Mittlere Wetterspitze) mit H. Lanig. Nach 1945 begründete und leitete er die Münchener Bergsteigerschule und bildete Bergführer für den Deutschen Alpenverein aus. Er verfasste ein Standard-Lehrbuch des Bergsteigens und eine Autobiografie, die ein interessantes Zeugnis der Geschichte der Alpinistik und der Arbeiterbewegung in der ersten Hälfte des 20. Jahrhunderts darstellt.

## Schriften
als Autor
- Richtiges Bergsteigen in Fels und Eis. Für Wanderer und Kletterer. F. Bruckmann-Verlag, München 1964/67.

1. Die Technik im Fels. 5. Aufl. 1964.
2. Die Technik im Eis. 5. Aufl. 1967.

- Steil und steinig. Ein nicht immer leichtes Bergsteigerleben. Panico-Verlag, Köngen 1999, ISBN 3-926807-68-7.

als Herausgeber
- Wir und die Berge. Bergsteiger erzählen. Schmitt Verlag, München 1948 (zusammen mit Fritz Schmitt).

| Personendaten    | Personendaten         |
| ---------------- | --------------------- |
| NAME             | Eidenschink, Otto     |
| KURZBESCHREIBUNG | deutscher Bergsteiger |
| GEBURTSDATUM     | 1. November 1911      |
| GEBURTSORT       | München               |
| STERBEDATUM      | 6. November 2004      |